# ارتفاعات چک موسی
ارتفاعات چک موسی
ارتفاعات سوق الجیشی در مرز ایران و عراق در شهرستان مهران استان ایلام، که صحنه مبارزات سواران ایل ملکشاهی با سپاه عثمانی بوده است که هنوز به پاس مبارزه ایل ملکشاهی چمزی به رهبری پهلوان موسی خمیس گرزدین‌وند در نبرد با عثمانی و خاطره پیروزی ایل ملکشاهی بر سپاهیان امپراتوری عثمانی به نام ریاست ایل ملکشاهی و سردار نامدار ایرانی پهلوان موسی خمیس، به نام ارتفاعات چک موسی مشهور است و در نقشه‌های جغرافیایی نیز به کار برده می‌شود.